# Frederick Cresser
Frederick John „Fred“ Cresser (* 6. April 1872 im Deutschen Kaiserreich; † 18. Mai 1919 in Philadelphia) war ein US-amerikanischer Ruderer und Olympiasieger.

## Leben
Frederick Cresser ruderte für den Vesper Boat Club. Er gewann mit dem US-Team als 32-Jähriger bei den Olympischen Sommerspielen 1904 in St. Louis die Goldmedaille im Rudern (Achter). Näheres über ihn ist nicht bekannt.